# Adrian Salzedo
Adrian Salzedo (n. 6 mai 1991, Torrejón de Ardoz, Spania) este un actor din Spania. Cel mai cunoscut rol il are in Tini: Marea schimbarea a Violettei,fiind Caio! Adrian are 25 de ani este nascut pe 6 mai 1991 in Torrejón de Ardoz, fiind  in Spania